# آيت السمح (ألميس مرموشة)
آيت السمح هي إحدى مشيخات المملكة المغربية، تتبع جغرافيا لإقليم بولمان وإداريًا لألميس مرموشة. يقدر عدد سكانها بـ 2698 نسمة حسب الإحصاء الرسمي للسكان والسكنى لسنة 2004.